# José Izquierdo
José Izquierdo (Pereira, 7 luglio 1992) è un ex calciatore colombiano, di ruolo attaccante.

## Caratteristiche tecniche
Di ruolo ala sinistra, dispone di un ottimo dribbling, oltreché di velocità e controllo palla.

## Carriera

### Club
Dal 2010 al 2012 gioca 30 partite nella massima serie colombiana con il Deportivo Pereira, con cui segna anche 2 reti; con la stessa squadra tra il 2012 ed il 2013 segna anche 12 gol in 39 partite nella seconda serie colombiana.
Nel 2013, dopo avere inizialmente pensato di abbandonare il mondo del pallone, passa all'Once Caldas, una delle principali squadre colombiane, con cui nell'arco di due anni realizza 12 gol in 40 partite di campionato ed un gol in 5 partite nella coppa nazionale colombiana (competizione in cui aveva già totalizzato 14 partite ed un gol ai tempi della sua militanza nel Deportivo Pereira).
Nell'estate del 2014 viene ceduto per 3,5 milioni di euro al Club Bruges, squadra della massima serie belga, con cui nel corso della stagione 2014-2015 fa anche il suo esordio in Europa League.
Il 10 agosto 2017 viene acquistato dal Brighton & Hove Albion, squadra neopromossa in Premier League. Segna il suo primo gol con in Premier il 20 ottobre 2017 nella sfida vinta per 3-0 in trasferta contro il West Ham.
Con le sue ottime prestazioni ha contribuito alla salvezza della squadra biancoblù. Per il club inglese, totalizzerà in 5 anni solamente 48 presenze e 5 gol in campionato, tenendo conto dei vari infortuni.
Il 31 agosto 2021, tornerà al Club Brugge per 4 milioni di euro. La sua seconda esperienza nel club, però, è altamente deludente, scendendo in campo per sole 2 volte in un anno, a causa degli svariati infortuni che lo hanno afflitto nel corso della sua carriera.
Il 1⁰ luglio 2022, viene annunciata la rescissione consensuale del suo contratto, rimanendo svincolato.

### Nazionale
Il 7 giugno 2017 esordisce con la nazionale maggiore colombiana nell'amichevole pareggiata per 2-2 contro la Spagna giocando gli ultimi 2 minuti della partita. Nella sfida successiva (sempre amichevole) segna un gol nella vittoria per 4-0 contro il Camerun.
Le sue ottime prestazione nel campionato inglese gli sono valse la convocazione per i Mondiali 2018 con la Colombia.

## Statistiche

### Cronologia presenze e reti in nazionale
| Cronologia completa delle presenze e delle reti in nazionale ― Colombia | Cronologia completa delle presenze e delle reti in nazionale ― Colombia | Cronologia completa delle presenze e delle reti in nazionale ― Colombia | Cronologia completa delle presenze e delle reti in nazionale ― Colombia | Cronologia completa delle presenze e delle reti in nazionale ― Colombia | Cronologia completa delle presenze e delle reti in nazionale ― Colombia | Cronologia completa delle presenze e delle reti in nazionale ― Colombia | Cronologia completa delle presenze e delle reti in nazionale ― Colombia |
| Data                                                                    | Città                                                                   | In casa                                                                 | Risultato                                                               | Ospiti                                                                  | Competizione                                                            | Reti                                                                    | Note                                                                    |
| ----------------------------------------------------------------------- | ----------------------------------------------------------------------- | ----------------------------------------------------------------------- | ----------------------------------------------------------------------- | ----------------------------------------------------------------------- | ----------------------------------------------------------------------- | ----------------------------------------------------------------------- | ----------------------------------------------------------------------- |
| 7-6-2017                                                                | Murcia                                                                  | Spagna                                                                  | 2 – 2                                                                   | Colombia                                                                | Amichevole                                                              | -                                                                       | 88’                                                                     |
| 13-6-2017                                                               | Getafe                                                                  | Camerun                                                                 | 0 – 4                                                                   | Colombia                                                                | Amichevole                                                              | 1                                                                       | 61’                                                                     |
| 23-3-2018                                                               | Saint-Denis                                                             | Francia                                                                 | 2 – 3                                                                   | Colombia                                                                | Amichevole                                                              | -                                                                       | 77’                                                                     |
| 27-3-2018                                                               | Londra                                                                  | Colombia                                                                | 0 – 0                                                                   | Australia                                                               | Amichevole                                                              | -                                                                       | 75’                                                                     |
| 1-6-2018                                                                | Bergamo                                                                 | Egitto                                                                  | 0 – 0                                                                   | Colombia                                                                | Amichevole                                                              | -                                                                       | 46’                                                                     |
| 19-6-2018                                                               | Saransk                                                                 | Colombia                                                                | 1 – 2                                                                   | Giappone                                                                | Mondiali 2018 - 1º turno                                                | -                                                                       | 70’                                                                     |
| Totale                                                                  |                                                                         | Presenze                                                                | 6                                                                       |                                                                         | Reti                                                                    | 1                                                                       |                                                                         |

## Palmarès

### Club
- Coppa del Belgio: 1

Club Bruges: 2014-2015
- Campionato belga: 2

Club Bruges: 2015-2016, 2021-2022
- Supercoppa del Belgio: 1

Club Bruges: 2016

### Individuale
- Calciatore dell'anno del campionato belga: 1

2016